# James Graham, I marchese di Montrose
James Graham, I marchese di Montrose (25 ottobre 1612 – Edimburgo, 21 maggio 1650), è stato un nobile e ufficiale scozzese.
Le sue "spettacolari" vittorie sono ricordate, nella storia militare, per la loro brillantezza tattica.

## Biografia
Era il più giovane di sei figli e l'unico maschio di John Graham, IV conte di Montrose, e di sua moglie, Lady Margaret Ruthven, figlia di William Ruthven, I conte di Gowrie. Studiò nel collegio di Glasgow sotto William Forrett, che in seguito fu l'istitutore dei suoi figli.
Nel 1626 successe al padre. In seguito studiò al St Salvator's College, alla Università di St Andrews.

## Covenati
Nel 1638, una resistenza si diffuse in tutto il paese, alla fine si conclude con le Guerre dei Vescovi. Firmò il Patto nazionale, ed è stato inviato a reprimere l'opposizione che sorse intorno ad Aberdeen. Insieme a William Keith, VII conte Marischal guidò una forza di novemila uomini in tutto il Causey Mounth per attaccare i sostenitori del re a Bridge of Dee.
Nel luglio del 1639 firmò il Trattato di Berwick.

## Guerre dei tre regni

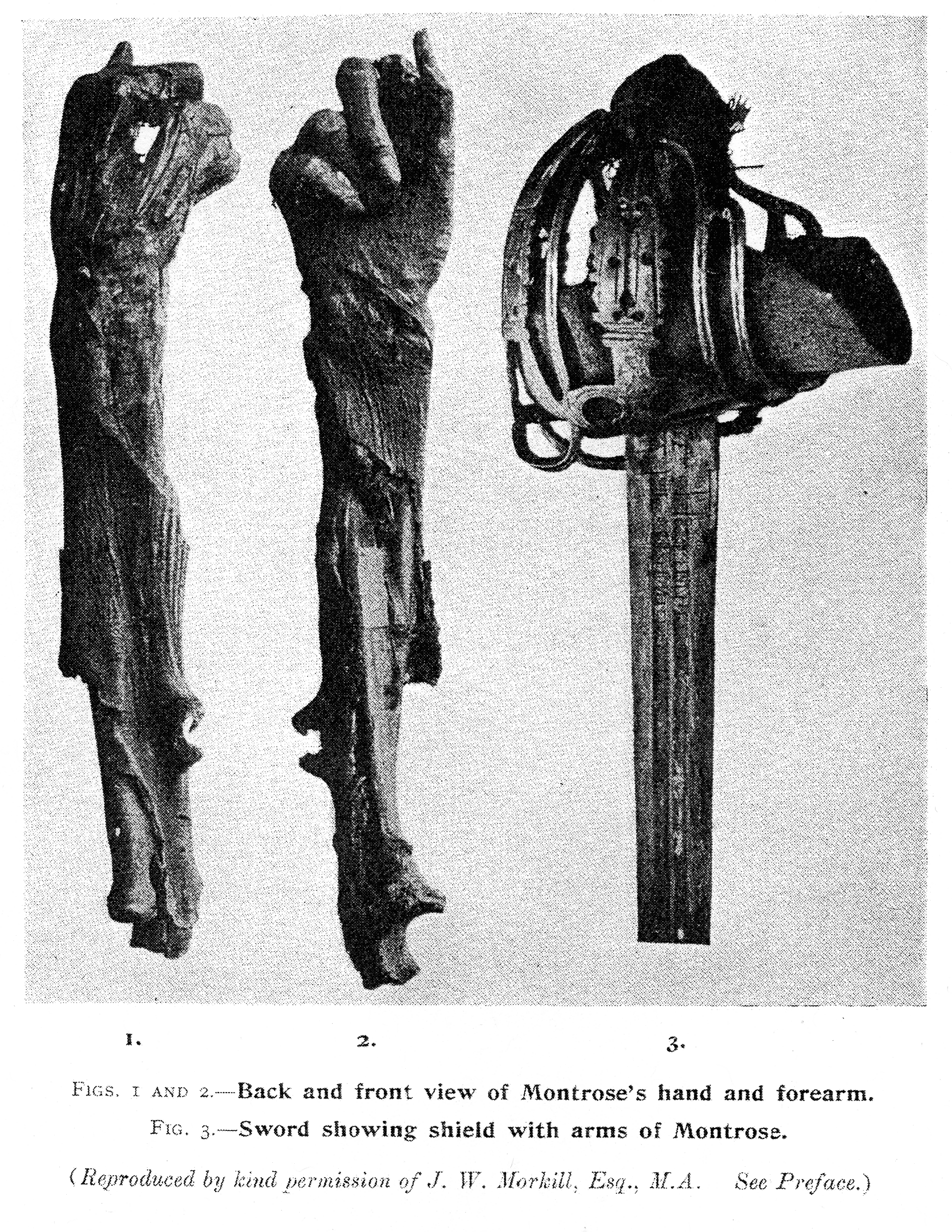
Un ricordo dell'impiccagione di Montrose: Il braccio destro (visto fronte e retro) e la spada.

Nel 1644 il re lo nominò marchese e Lord luogotenente di Scozia. Un anno dopo il re lo nominò capitano generale. Le sue campagne militari furono combattute in modo rapido e utilizzava l'elemento sorpresa per sconfiggere i suoi avversari, anche quando era in inferiorità numerica.
La sua carriera di vittorie è stata coronata dalla grande battaglia di Kilsyth, il 15 agosto 1645. Nel settembre 1646 si imbarcò per la Norvegia.

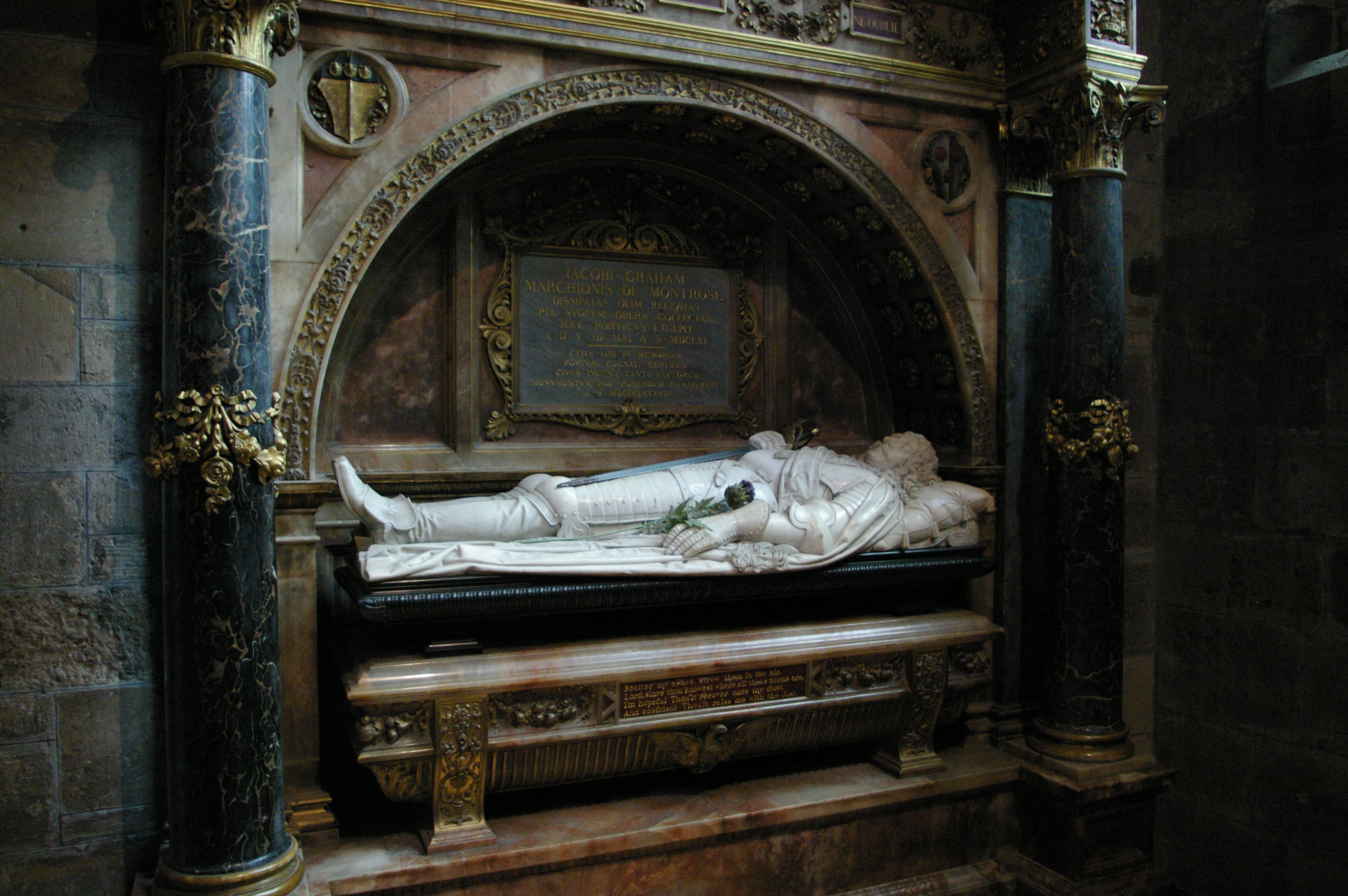
Tomba del marchese di Montrose.

Nel marzo 1650 sbarcò sulle isole Orcadi a prese il comando di una piccola forza. Attraversando la terraferma cercò invano di sollevare i clan, e il 27 aprile fu sorpreso e indirizzato alla battaglia di Carbisdale nel Ross-shire. Fu catturato e imprigionato a Edimburgo, e il 20 maggio condannato a morte dal parlamento. Fu impiccato il 21, con la biografia elogiativa di Wishart intorno al collo. La sua testa venne posta sul punto più alto della Old Tolbooth, una struttura municipale appena fuori dalla cattedrale di St Giles dove rimase dal 1650 al 1661, mentre il suo braccio destro venne appeso ai cancelli della città di Dundee e poi portato in Inghilterra, senza mai venire sepolto con il resto del corpo.
Il 7 gennaio 1661, dopo la riabilitazione ufficiale della sua memoria, il corpo del duca venne recuperato, riunito per quanto possibile e venne celebrato il suo funerale ufficiale e la sua tomba collocata dentro la St Giles Cathedral. Il torso mutilato del duca venne recuperato presso la prigione di Burgh Muir dove era stato sepolto e venne portato in processione, avvolto da un sotto un baldacchino di velluto sino a Tolbooth, dove venne recuperata la sua testa prima che la processione continuasse verso Holyrood Abbey. Il diarista John Nicoll, che prese parte all'evento, scrisse così di suo pugno:
Gli altri arti del marchese di Montrose vennero recuperati dalle città dove erano stati inviati come monito (Glasgow, Perth, Stirling e Aberdeen) e posti insieme nella sua bara. L'11 maggio 1661 si tenne il funerale ufficiale nella chiesa di St. Giles.
Secondo la tradizione, normalmente dopo l'esecuzione, il corpo del condannato veniva restituito alla famiglia, ma dal momento che James Graham era morto scomunicato venne sepolto in terra comune. Nel 1650 sua nipote lady Napier, inviò un uomo di notte a rimuovere il cuore del duca dal suo corpo e questo venne conservato in una scatola in filigrana d'oro (dono del doge di Venezia) e conservato per diverse generazioni dalla famiglia Napier sino a quando non andò perduta nel bel mezzo della confusione della rivoluzione francese.

## Matrimonio
Sposò, il 10 novembre 1629, Magdalene Carnegie (?-1645), figlia di David Carnegie, I conte di Southesk e di Margaret Lindsay. Ebbero due figli:
- John Graham, conte di Kincardine (1630-1645)
- James Graham, II marchese di Montrose (1633-1669)